# Gerhard Purann
Gerhard Purann (* 16. Mai 1918 in Berlin; † ca. 1945) war ein deutscher Bahnradsportler.

## Biographie
1935 begann Purann als Jugendfahrer mit Straßen- und Bahnrennen. Kurz nach seinem 18. Geburtstag erhielt er eine Berufung in die deutsche Nationalmannschaft der Bahnfahrer. 1939 wurde er deutscher Meister im Sprint der Amateure auf der Radrennbahn in Bochum vor dem Titelverteidiger Jean Schorn, im Tandemrennen wurde er gemeinsam mit seinem Bruder Kurt Vize-Meister hinter Jean Schorn und Heinz Hasselberg. Bei den Bahn-Weltmeisterschaften im selben Jahr in Mailand errang er, einen Tag vor Ausbruch des Zweiten Weltkriegs, die Bronzemedaille bei den Amateur-Sprintern. Er war im Halbfinale gegen Italo Astolfi vorn, der Kampfrichter entschied jedoch für den Italiener. 1937 wurde er auch polnischer Meister im Sprint.
Purann, Mitglied des Berliner RV Luisenstadt 1910, galt als kommender Star und künftiger Nachfolger des Sprint-Weltmeisters von 1932, Albert Richter. Schon zu Beginn des Kriegs wurde er als Soldat eingezogen, bekam allerdings Urlaub für wichtige Radrennen. So startete er im Februar 1940 bei den „Deutschen Kriegs-Hallenmeisterschaften“ in der Berliner Deutschlandhalle und errang zwei Titel, im Sprint sowie im Zeitfahren. 1941 erlitt er einen Sturz bei einem Rennen und eine schwere Gehirnerschütterung. 1943 wurde er bei der DM Dritter im Sprint. Im November 1943 belegte er in der Dortmunder Westfalenhalle hinter Georg Voggenreiter einen zweiten Rang bei einem Fliegermehrkampf. Anschließend verliert sich seine Spur. Bei den deutschen Meisterschaften 1944 war er nicht mehr am Start.

## Persönliches
Todeszeitpunkt und -ort von Purann sind unbekannt. Der Illustrierte Radsport-Express schrieb 1948: „Ungewißheit herrscht nach wie vor über das Schicksal des Berliner Amateurs Gerhard Purann.“ Der Journalist Fredy Budzinski schrieb nach dem Krieg: „Purann war ein erbitterter Gegner Hitlers und machte keinen Hehl daraus, auch nicht als Soldat. Es geht das Gerücht, Purann sei wegen ‚Zersetzung der Wehrmacht‘ erschossen worden.“ Die Zeitung Neues Deutschland berichtete 1949, Puranns Truppenteil sei am 25. Januar 1945 nach Frankfurt (Oder) versetzt worden, ab dann fehle von ihm jede Spur.
Auch Puranns Bruder Kurt starb im Krieg; er fiel im März 1945 in Estland. Die beiden Brüder hatten keine weiteren Geschwister. In den 1950er Jahren trug die Radrennbahn Weißensee den Namen Gerhard-Purann-Arena.

## Erfolge
1939
- Amateur-Weltmeisterschaft – Sprint
- Deutscher Amateur-Meister – Sprint